# 三輪眞弘
三輪 眞弘（みわ まさひろ、1958年11月27日 - ）は、日本の作曲家、メディアアーティスト。

## 略歴
長らく情報科学芸術大学院大学で教授を務めた。東京都出身。東京都立国立高等学校卒業後、ベルリン芸術大学にて尹伊桑に師事し、その後ロベルト・シューマン大学にて学んだ。古川聖とは尹の下で同時期に学んだ兄弟弟子。
第10回入野賞1位、第14回ルイジ・ルッソロ国際電子音楽コンクール1位、第14回芥川作曲賞、2010年度芸術選奨文部科学大臣賞(芸術振興部門)ほか多数の受賞歴がある。2007年、アルス・エレクトロニカのデジタルミュージック部門にてゴールデン・ニカ賞(グランプリ)を受賞。受賞内約は、三輪が提唱した「逆シミュレーション音楽」。
彼の作品はヨハネス・フリッチュが主催したフィードバック・スタジオから若干数が出版されていたが、そのスタジオは現在閉鎖されている。2016年現在は全作品が現代音楽専門の出版社マザーアースから出版されており、オーケストラから独奏までのスコア注文が可能。

## 受賞歴
- ハムバッヒャー国際作曲コンクール 佳作（1985）
- 第10回入野賞 第1位（1989）
- 「今日の音楽・作曲賞」第2位（1991）
- 第14回ルイジ・ルッソロ国際音楽コンクール第1位（1992）
- 村松賞新人賞（1995）
- 芥川作曲賞（2004）
- プリ・アルスエレクトロニカ デジタル・ミュージック部門　ゴールデン・ニカ賞（グランプリ）（2007）
- プリ・アルスエレクトロニカ ハイブリッド・アート部門　Honorary Mention賞（2008）
- プリ・アルスエレクトロニカ デジタル・ミュージック部門　Honorary Mention賞（2009）
- 芸術選奨文部科学大臣賞（2010）
- 第17回（2017年度）佐治敬三賞（2018）
- 第20回（2020年度）佐治敬三賞 （2021）
- 第52回（2020年度）サントリー音楽賞（2021）

## 主要作品
『作曲家がゆく――西村朗対話集』（春秋社）巻末に掲載された、主要音楽作品表に基づく。

### 管弦楽
- オーケストラのための「村松ギヤ・エンジンによるボレロ」(2003)
- 弦楽のための「369、B氏へのオマージュ」(2006)

### 室内楽・器楽
- ピアノのための「エアシャイヌング」(1985)
- ヴァイオリンのための「詩人でない人は…」(1985)
- ピアノとコンピューターのための「デュオクラーヴ」(1987)
- メゾソプラノとコンピューター制作による自動ピアノのための「赤ずきんちゃん伴奏器」(1988)
- クラリネット、ホルン、ファゴット、弦楽五重奏とエンドレス・テープのための「歌えよ、そしてパチャママに祈れ！」(1989)
- ハープとコンピューターのための「夢のガラクタ市」(1990)
- ピアノとチェロ（あるいはコントラバス）のための「極東の架空の島の唄I」(1991)
- フルートとピアノのための「極東の架空の島の唄II」(1991)
- 2台のピアノと1人のピアニストのための「東の唄」(1992)
- ピアノ、アンサンブルとコンピューターのための「東のクリステ」(1993)
- ヴィオラ・ダ・ガンバとチェンバロのための「私の好きなコルトレーンのもの」(1993)
- 二十絃箏のための「スピリトゥス・ドミニ」 (1993)
- 箏のための「曙継承」(1994)
- サクソフォン、ピアノとコンピューターのための「SendMail」(1995)
- 2人のオルガニストとメガフォンを持ったアシスタントのための「新しい時代」(1999)
- 2人のピアニストとコンピューターのための「18さいのし」(1999)
- ピアノのための「語られた音楽が語るとき、クラーレンス・バルロー[5]の言葉による」(2000)
- メガホンM (2000)
- 弦楽四重奏曲ハ長調「皇帝」(2000)
- ハープのための「すべての時間」(2001)
- 箜篌のための附楽「蝉の法」(2003)
- ヴィオラとピアノのための「虹の技法、Harmonia I」(2006)
- 弦楽六重奏のための「369、Harmonia II」(2006)
- ピアノとヴァイオリンのための「虹機械」(2008)
- ピアノのための「虹機械第二番　七つの照射」(2009)

### 声楽
- モノローグ・オペラ「新しい時代」(2000)
- 混声合唱のための「新しい時代」(2001)
- 混声合唱のための「またりさま＊CPU」(2002)
- 男声合唱のための「無限旋律生成術」(2003)

### コンピューター音楽・テープ音楽など
- 満潮と3つの月 (1986)
- 部分音クラヴィア (1986)
- 架空木管五重奏のための「BqmovmlE」(1986)
- ティテュランプ (1991)
- カトリック教会合唱とコンピューターのための「スピリトゥス・ドミニ」(1992)
- バイリンガル話者とKymaシステムのための「SpeechManager」(1997)
- 言葉の影、またはアレルヤ (1998)
- 50台のiMacとオペレーターのための「新しい時代」(1999)
- インターネット・ストリーミングに接続された筋肉刺激装置による「流星礼拝」(2002)
- ラジオとマルチチャンネル・スピーカーシステムのための「新しい時代」(2007)

## 著書
- コンピュータ・エイジの音楽理論（ジャスト・システム、1995年）
- 三輪眞弘音楽藝術 全思考 一九九八-二〇一〇 （アルテスパブリッシング、2010年)

## ディスコグラフィー
- 赤ずきんちゃん伴奏器 （フォンテック・1995）
- 東の唄 （フォンテック・1998）
- 「昇天する世紀末音楽」シリーズ（昇天少年・1999）
- 言葉の影、またはアレルヤ（シュタインハンド・2001）
- 新しい時代・信徒歌曲集（昇天少年・2001）
- 村松ギヤ(春の祭典) 三輪眞弘-現代日本の作曲家シリーズ43　（フォンテック・2012）